# Caprimulgus stellatus
Caprimulgus stellatus е вид птица от семейство Caprimulgidae.

## Разпространение
Видът е разпространен в Етиопия, Кения, Судан и Южен Судан.